# 偶像生存的世界—舞臺結束後
《偶像生存的世界-舞臺結束後》為韓國SBS電視台於2018年推出的綜藝紀實節目，節目主軸為採訪前職或現職偶像，了解偶像光鮮亮麗舞台背後的辛酸與苦痛。

## 出演嘉賓
- 裴允靜：編舞老師
- Lizzy：女團After School成員
- 金正雅：女團After School前成員
- 南奎里：女團SeeYa成員
- Tony An：男團H.O.T成員
- 秀彬：女團Dal★Shabet成員
- 天動：男團MBLAQ前成員
- 許齡智：女團KARA前成員 [4]
- 鄭東勛：經紀公司從業20年
- LUHA：新人男團14U成員
- E.Sol：新人男團14U成員
- 金佳英：女團Stellar前成員
- 張成民：男團G#前成員